# 足利家国
足利 家国（あしかが いえくに、生没年不詳）は、戦国時代の武将・僧。第4代古河公方足利晴氏の子とされる。
ただし、歴史学者の黒田基樹は家国が小弓公方足利義明の所職の継承者であることを指摘して、義明の子が後世編纂の系図で晴氏の子とされてしまった可能性を指摘する。

## 経歴
初めは鶴岡八幡宮若宮別当（雪下殿）として八正寺におり、「八正寺門跡」「雪下八正寺」などと称した。
後に還俗して上杉謙信による足利藤氏（晴氏長男）擁立に加わり、これに失敗すると安房国の里見氏を頼った。
その後、同国の那古寺を拠点として里見義堯・義弘・義頼の支持を受けて反北条氏活動を続けていたと考えられ、同寺への寄進状などが残されている。